# Musara Setia
Musara Setia is een bestuurslaag in het regentschap Aceh Tenggara van de provincie Atjeh, Indonesië. Musara Setia telt 406 inwoners (volkstelling 2010).